# Macellina souchongia
Macellina souchongia är en insektsart som först beskrevs av John Obadiah Westwood 1859.  Macellina souchongia ingår i släktet Macellina och familjen Diapheromeridae. Inga underarter finns listade i Catalogue of Life.